# Ribeira Fria
Ribeira Fria (portugies.: „Kalter Bach“) ist ein kleiner Ort auf Príncipe im Distrikt Pagué im Inselstaat São Tomé und Príncipe.

## Geographie
Der Ort liegt an der Südostküste, südlich von Monte Pedra und der Praia do Periquito. Die Küste steigt an dieser Stelle steil bis über 100 m Höhe an. Das Gebiet gehört zum Parque Natural Obô do Príncipe.